# 王滬寧
王 滬寧（おう こねい、ワン フーニン、1955年10月6日 - ）は、中華人民共和国の政治家。政治哲学者、政治理論家。第18期・第19期・第20期中国共産党中央政治局委員、第19期・第20期中央政治局常務委員・中央書記処書記・中央精神文明建設指導委員会主任。党中央政策研究室主任。第14期中国人民政治協商会議主席。復旦大学教授。

## 経歴
1974年に上海師範大学西欧語科でフランス語を学ぶ傍ら、上海社会科学院で研究活動をする。1978年に復旦大学国際政治系の碩士（修士）課程に入学、1981年に法学修士を取得した。
1984年4月に中国共産党に入党、1980年代は「半月談」（新華社発行）など時事雑誌の表紙を飾る青年学者として名をはせ、復旦大学国際政治系教師（講師）、副教授（准教授）、教授を歴任し、アメリカ合衆国のアイオワ大学とカリフォルニア大学バークレー校で客員研究員にもなった。1989年から復旦大学の国際政治系主任（研究科長）、1993年に「国際中国語大学ディベート大会」で復旦大学ディベートチームを率いて優勝し、1994年から法学院長（学部長）となり、さらに名声を高めた。中国の発展には「強人」による開発独裁的な権威主義体制が必要と主張する「新権威主義」と呼ばれる一派の論客として活躍し、中国共産党上海市委員会宣伝部の注目を得て、第13回全国代表大会以降、党の重要理論の起草に関わることなる。
1995年、曽慶紅・呉邦国の強い推薦により、江沢民党総書記（当時）によって党中央政策室政治グループ長に任命され、1998年4月には研究室副主任となり、2002年から主任を務めた。江沢民時代の「三つの代表」、胡錦濤時代の「科学的発展観」など重要理論の起草に直接関与していた。2007年10月、第17期中央委員会第一全体会議で中央書記処書記に選出され、鄧力群以来の理論家による党書記処書記就任となった。
2012年11月には第18期中央委員会第一全体会議で中央政治局委員に選出され、2017年10月には第19期中央委員会第一全体会議で最高指導部の7人にあたる中央政治局常務委員にメンバー入り。
2017年12月3日、GoogleやAppleのCEOや「インターネットの父」の一人であるロバート・カーンなどIT業界関係者を集めて浙江省烏鎮で開幕した第4回世界インターネット大会で中国のネット検閲を正当化した上で、ネットビジネスの国際制度設計に中国が積極的に関与していく姿勢を示した。中国式のサイバー主権を世界に広めたい考えとみられる。
2022年に最高指導部に序列4位として入り、2023年には中国人民政治協商委員会主席に選出され就任。

## 人物
江沢民・胡錦涛・習近平政権を理論面で支えたことから「三朝帝師」の異名を持つ。
習近平の掲げる「中国の夢｣「中華民族の偉大なる復興（中国の夢の一部）」という国家スローガンや、｢習近平思想」などの考案・起草に携わったとされ、その内政から外交にまで及ぶ影響力から米紙ウォール・ストリート・ジャーナルは「カール・ローブとヘンリー・キッシンジャーを一体にした存在」と評した。

## 逸話
1994年に出版された王滬寧の日記式回顧録（『政治的人生』）によると、神戸大学に訪問学者として訪日する計画もあったが、中学校や高校の具体的な卒業の日付を求められるなど、提出書類が細かすぎるため、馬鹿らしくなって取りやめたという逸話もある。

## 著作
いずれも日本未刊のため、邦題は参考として掲げる。英題は英語版 (22:28, 20 November 2012 UTC) により、同様に参考として掲げる。
- 《比较政治分析》、比較政治分析、"Analysis of Comparative Politics"、1987
- 《当代西方政治学分析》、現代西洋政治学分析、"Analysis of Modern Western Politics"、1988　ISBN　7220002904
- 《美国反对美国》、アメリカ対アメリカ、"America against America"、1991　ISBN　7532107108
- 《狮城舌战》（編）、シンガポールディベートコンテスト、"Debate Contest in Lion City"、1993　ISBN　730901247X
- 《政治的逻辑——马克思主义政治学原理》、政治のロジック--マルクス主義政治学原理、"Logic of Politics - the Principal of Marxism Politics"、1994　ISBN　7208018413
- 《政治的人生》、政治的人生（上海人民出版社）、"Political Life"、1995　ISBN　7208019401, 9787208019409

- 《新政治学概要》（共編）、新政治学概要、"General Introduction to New Politics"、1998　ISBN　7309020731